# Looma
Looma est un hameau situé dans la province d'Alberta, dans le centre.